# 李凌冰 (1921年)
李凌冰（1921年—1987年11月17日），乳名李财丁，书名李旭明，广东揭西县灰察镇鲤鱼湖村人，中华人民共和国政治人物。

## 生平
1937年8月，李凌冰加入中国共产党。1938年，在揭阳南侨中学就读，后在灰寨崇正地区小学任教，从事地下工作。担任区委书记、特派员等职务。1942年夏，中共广东党组织受到破坏，中共中央南方局指示暂时停止组织活动转移。8月李凌冰奔赴粤北山区，之后在韶关《建国日报》任职。1947年7月，参加中共曲江游击队，担任曲江工委宣传部长。中华人民共和国成立后，1950年2月至5月，担任《北江日报》副社长，后担任中共阳山县委书记。1955年9月至1956年6月，担任中共英德县委书记。1956年6月10日，中共英德县一届一次全委会议上成立县委书记处，选举其担任县委第一书记。1961年3月至1963年12月，担任中共曲江县委第一书记。1963年12月至1968年1月，担任书记。1972年12月至1974年7月，担任中共清远县委书记（同时担任清远县革命委员会主任）。之后升任中共韶关地委宣传部长。1973年5月至1976年10月，担任中共韶关区委委员。1976年10月至1982年9月，担任中共韶关地委副书记，之后兼秘书长。后主持韶关大学的建设。1982年退休。1987年11月17日，因病在广州去世，享年66岁。